# Ramón Moya Ramírez
Ramón Moya Ramírez (Oaxaca de Juárez, 25 de agosto de 1899 - Mérida, 2 de junio de 1979) fue un militar y empresario mexicano. 
Ingresó a la Escuela Naval el 1 de septiembre de 1913 y combatió a las fuerzas estadounidenses en abril de 1914 a la edad de 14 años.
Al cierre de la ya desde entonces Heroica Escuela Naval se incorporó a la lucha Revolucionaria como artillero de las fuerzas comandadas por el general Francisco Villa. Regresó a la Heroica Escuela Naval a su apertura, graduándose de Guardia marina en el año 1921.
El 25 de abril de 1923 contrajo nupcias con Bertha Basáñez,en la ciudad de Veracruz. El 1 de marzo de 1924 y formando parte de la Oficialidad del cañonero Agua Prieta se unió a la insurrección comandada por  Don Adolfo de la Huerta; por lo que es dado de baja de la Armada.
A partir de 1925 a 1940, se desempeñó como capitán de buques propiedad de la compañía francesa «El Boleo» que explotaba el mineral de cobre en Santa Rosalía, Baja California Sur.
En 1936 el presidente de la República Lázaro Cárdenas del Río le otorga la Condecoración «Por haber combatido al invasor el 21 de abril de 1914», por lo que quedó pensionado por la Secretaría de Marina a partir de esa fecha.
A partir de 1940 se desempeñó como ingeniero geógrafo topógrafo, participando entre otras obras del trazo original de la Carretera Durango- Mazatlán y de la construcción de puentes sobre ríos en el Estado de Guerrero. En 1956 creó la constructora EGO y llevó a cabo: El Proyecto y construcción del Puerto de Abrigo de Yucalpetén, Yucatán. Tendido del gasoducto de Punta Xicalango, Campeche, a la central eléctrica de Ciudad del Carmen, Campeche. Proyecto y Construcción de una Marina en Cozumel, Quintana Roo, entre otras.